# Калининский район (Горловка)
Кали́нинский район (укр. Калі́нінський район) — на востоке и северо-востоке города Горловка Донецкой области Украины.

## Население
Общее население — 101 115 человек (2001 год).

### Языковой состав
Родной язык населения по данным переписи 2001 года:
| Язык       | Численность, чел. | Доля     |
| ---------- | ----------------- | -------- |
| Украинский | 14 941            | 14,78 %  |
| Русский    | 85 445            | 84,50 %  |
| Другое     | 729               | 0,72 %   |
| Итого      | 101 115           | 100,00 % |

## Достопримечательности
- ДК имени Ленина,
- Дворец спорта «Стирол»,
- Теннисный стадион «Стирол»,
- Свято-Вознесенская церковь, Свято-Васильевская церковь, Храм Нерукотворного Образа Христа Спасителя
- Городские больницы № 3, № 9.
- Клуб ООО «Гурты» (ул. Белецкого)
- Детская музыкальная школа № 2 (ул. Пражская)
- Кинотеатры «Спартак» (ул. Черникова), «Детский дворец молодежи» (ул. Братьев Мазиковых)
- Дворец культуры «Шахта имени Гаевого» (ул. Шахтёрская)
- Дворец культуры «Кондратьевка» (ул. Битумная)
- Гимназия "Интеллект" (ул. Малыныча)
- Дом детского творчества (ул. Бессонова)
- ТЦ Аверс
- Городской фонтан (площадь Победы)
- крупнейший авторынок в области (майорский)

## Жилые массивы
- Семидорожки,
- Солнечный,
- Восточный,

- Кузнецовка,
- Солидарность,
- Октябрьский,
- Калиновка,
- Воробьевка,
- имени Шмидта,
- Румянцево,
- Новогорловка,
- Поклонский,
- Кондратьевка,
- Гурты,

- Байрак.
- 1 отд. Совхоз Горловский
- Александр Запад
- 5 Квартал
- Финские
- Мирный

## Основные автомагистрали
- ул. Горловской Дивизии
- Углегорское шоссе
- ул. Маршала Пересыпкина
- ул. 30 лет ВЛКСМ
- ул. Щербакова
- ул. Вавилова
- ул. Шумского
- ул. Генерала Вершигоры
- ул. Черникова
- ул. Пражская
- ул. Академика Курчатова
- ул. Академика Белицкого
- ул. Межлаука
- ул. Бессонова
- ул. Шепелева
- ул. Калашникова
- ул. Павла Корчагина

## Промышленные предприятия
- ПАО Концерн «Стирол»,
- ОАО «Реммаш»,
- «Горловскхимстрой»,
- ОАО «Резинпромснаб»
- Шахтоуправление имени М. И. Калинина ГП «Артёмуголь» (ул. Пражская)
- ГП «Шахта „Александр-Запад“» (ул. Углегорское шоссе)
- «Шахтостроймеханизация» ГХК «Артёмуголь»,
- Новогорловский машиностроительный завод,
- Хлебозавод и другие.
- ОАО Горловский Коксохим Завод "ИСТЭК"
- ОАО Смолоперерабатывающий завод ТАР "Альянс"
- ЧАО "ГМЗ"Универсал"

## Городской транспорт
Представлены некоторые виды транспорта, существующие в городе:
- троллейбусы:
  - 2 ж/м «Солнечный» — ж/м «Строитель» (Никитовский район Горловки)
  - 3 Новогорловка — ж/м "Строитель" (Никитовский район Горловки)
- трамваи:
  - 8 Шахта Калинина — Стирол (центр Центрально-Городской район Горловки)
- маршрутные такси, автобусы

```
1 2 3 5 6 13 17 19 21 27 29а 29б 30 35 36 80 100 101  и т.д.
```

## Железнодорожные станции и остановки
- станция Байрак
- станция Никитовка
- Станция Горловка
- остановочный пункт Трудовая
- остановочный пункт Солнечный
- остановочный пункт 6 км
- остановочный пункт 15 км
- остановочный пункт Сухой Яр